# Bardolino
Bardolino (velenceiül Bardołin) település Olaszországban, Veneto régióban, Verona megyében. Lakosainak száma 6919 fő (2023. január 1.). Bardolino Cavaion Veronese, Costermano, Lazise, Manerba del Garda, Padenghe sul Garda, Affi, Garda, Moniga del Garda és Pastrengo községekkel határos.

## Népesség
A település népességének változása:
| Lakosok száma | 7086 | 7147 | 6919 |
|               | 2017 | 2018 | 2023 |